# 凌煙閣二十四功臣
凌煙閣二十四功臣（りょうえんかくにじゅうよんこうしん）は、唐の中国統一に貢献してきた功臣24名を指す。貞観17年（643年）2月28日に太宗が西京宮城東北の凌煙閣に、画家である閻立本に功臣の絵を描かせたのが由来となっている。この当時存命であったのは、長孫無忌・房玄齢・高士廉・尉遅恭・李靖・蕭瑀・劉弘基・張亮・侯君集・程知節・唐倹・李勣の面々である（『旧唐書』巻65・長孫無忌伝、『唐会要』巻45・功臣より）。

## 序列
1. 司徒・趙国公　長孫無忌
2. 故司空・揚州都督・河間元王　李孝恭
3. 故司空・萊成公　杜如晦
4. 故司空・相州都督・太子太師・鄭文貞公　魏徴
5. 司空・梁国公　房玄齢
6. 開府儀同三司・尚書右僕射・申文献公　高士廉
7. 開府儀同三司・鄂忠武公　尉遅恭
8. 特進・衛景武公　李靖
9. 特進・宋貞褊公　蕭瑀
10. 故輔国大将軍・揚州都督・褒忠壮公　段志玄
11. 輔国大将軍・夔襄公　劉弘基
12. 故尚書右僕射・蔣忠公　屈突通
13. 故陝東道行台右僕射・鄖節公　殷開山
14. 故荊州都督・譙襄公　柴紹
15. 故荊州都督・邳襄公　長孫順徳
16. 洛州都督・鄖国公　張亮
17. 光禄大夫・吏部尚書・陳国公　侯君集
18. 故左驍衛大将軍・郯襄公　張公謹
19. 左領軍大将軍・盧襄公　程知節
20. 故礼部尚書・永興文懿公　虞世南
21. 故戸部尚書・渝襄公　劉政会
22. 光禄大夫・戸部尚書・莒襄公　唐倹
23. 兵部尚書・英国公　李勣
24. 故徐州都督・胡壮公　秦叔宝